# Кастетнер
Кастетне́р (фр. Castetner) — коммуна во Франции, находится в регионе Аквитания. Департамент — Атлантические Пиренеи. Входит в состав кантона Кёр-де-Беарн. Округ коммуны — По.
Код INSEE коммуны — 64179.

## География

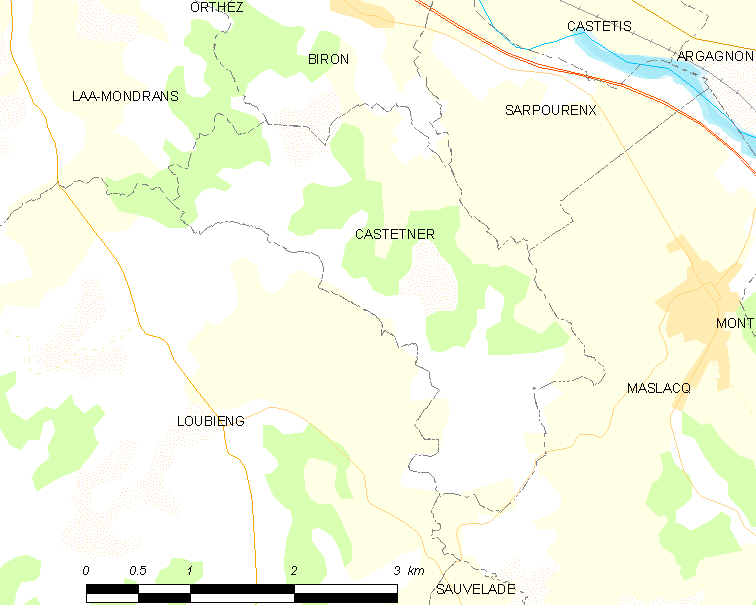
Карта коммуны

Коммуна расположена приблизительно в 650 км к югу от Парижа, в 160 км южнее Бордо, в 35 км к северо-западу от По.

### Климат
Климат тёплый океанический. Зима мягкая, средняя температура января — от +5°С до +13°С, температуры ниже −10 °C бывают редко. Снег выпадает около 15 дней в году с ноября по апрель. Максимальная температура летом порядка 20-30 °C, выше 35 °C бывает очень редко. Количество осадков высокое, порядка 1100 мм в год. Характерна безветренная погода, сильные ветры очень редки.

## Население
Население коммуны на 2010 год составляло 154 человека.
| 1962 | 1968 | 1975 | 1982 | 1990 | 1999 | 2010 |
| ---- | ---- | ---- | ---- | ---- | ---- | ---- |
| 112  | 114  | 108  | 122  | 151  | 147  | 154  |

## Администрация
| Период | Период | Фамилия          | Партия | Примечания |
| ------ | ------ | ---------------- | ------ | ---------- |
| 1995   | 2014   | Анри-Луи Конк    |        |            |
| 2014   | 2020   | Надья Граммонтен |        |            |

## Экономика
В 2010 году среди 101 человека трудоспособного возраста (15-64 лет) 68 были экономически активными, 33 — неактивными (показатель активности — 67,3 %, в 1999 году было 66,7 %). Из 68 активных жителей работали 63 человека (37 мужчин и 26 женщин), безработных было 5 (5 мужчин и 0 женщин). Среди 33 неактивных 4 человека были учениками или студентами, 16 — пенсионерами, 13 были неактивными по другим причинам.

## Фотогалерея

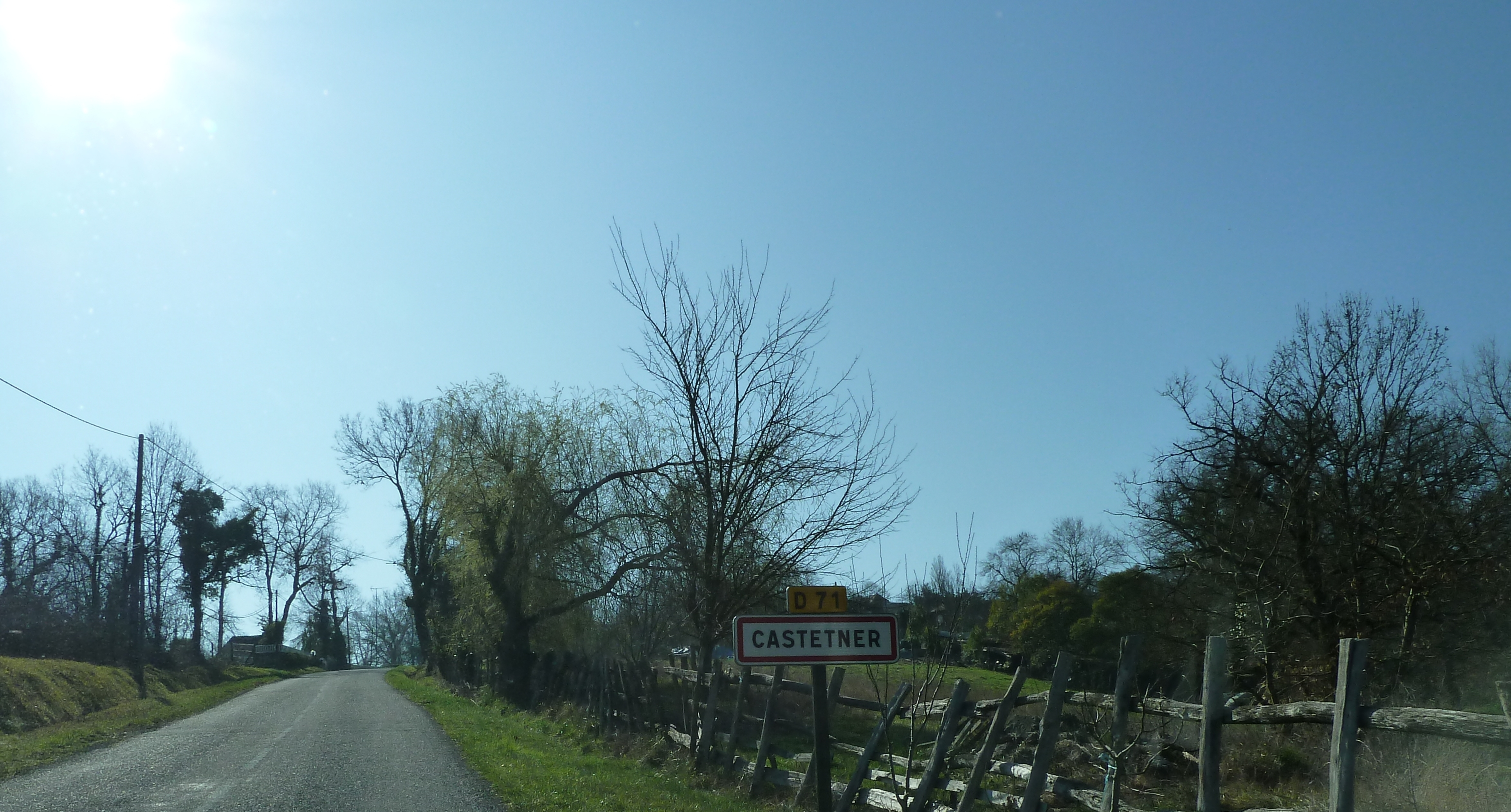
Въезд в Кастетнер
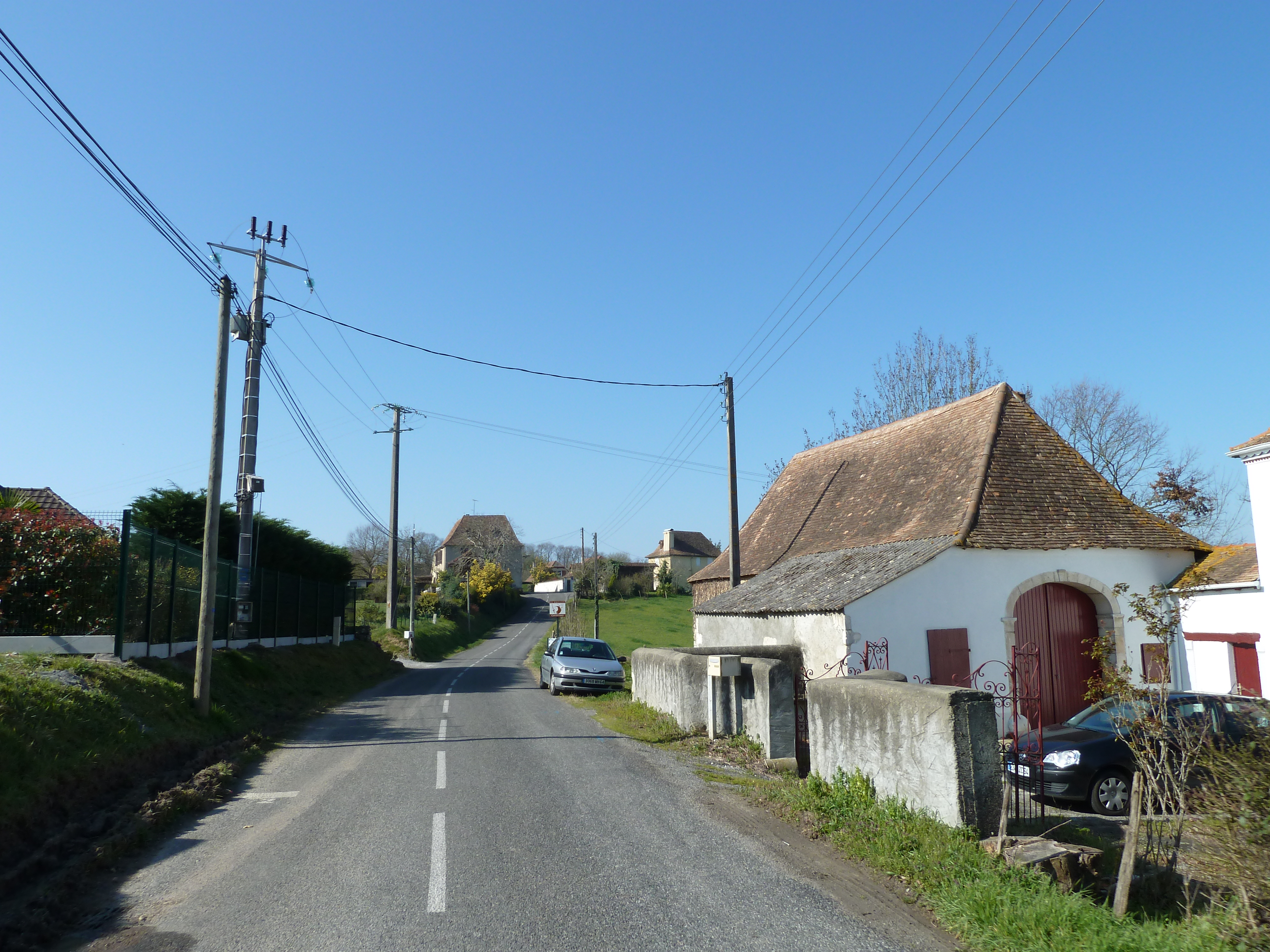
Кастетнер
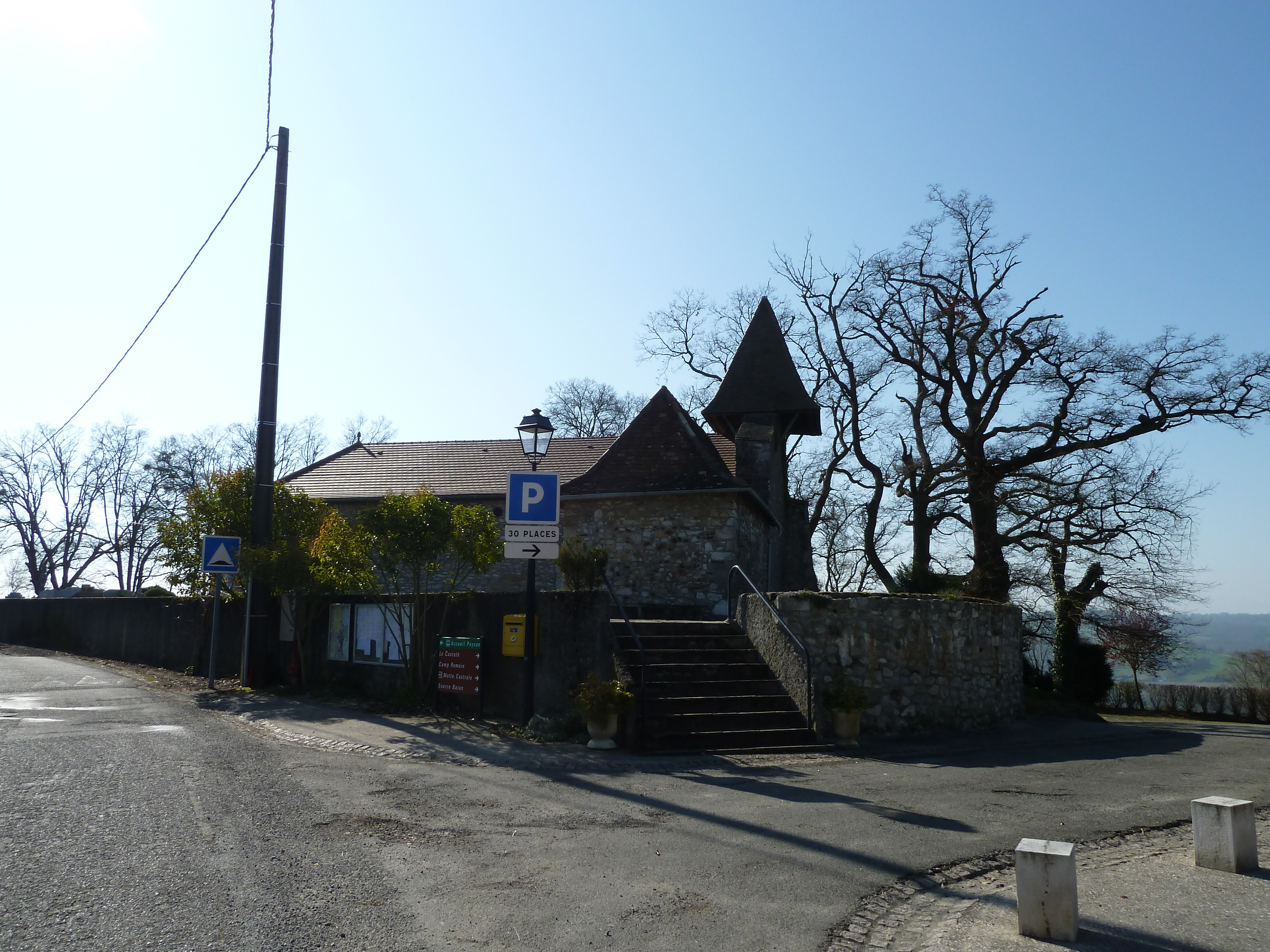
Церковь Св. Марии Магдалины
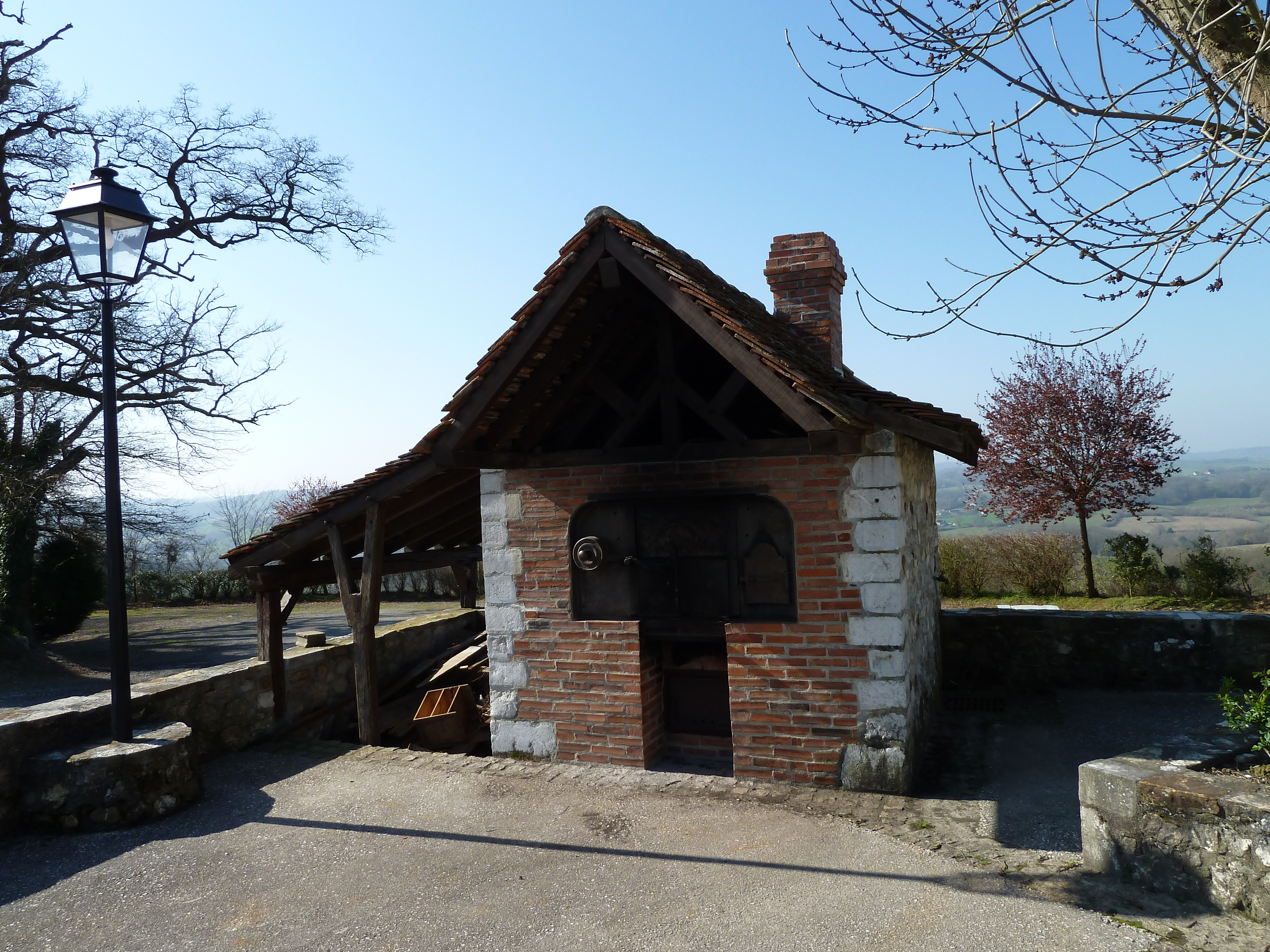
Старая хлебопекарная печь
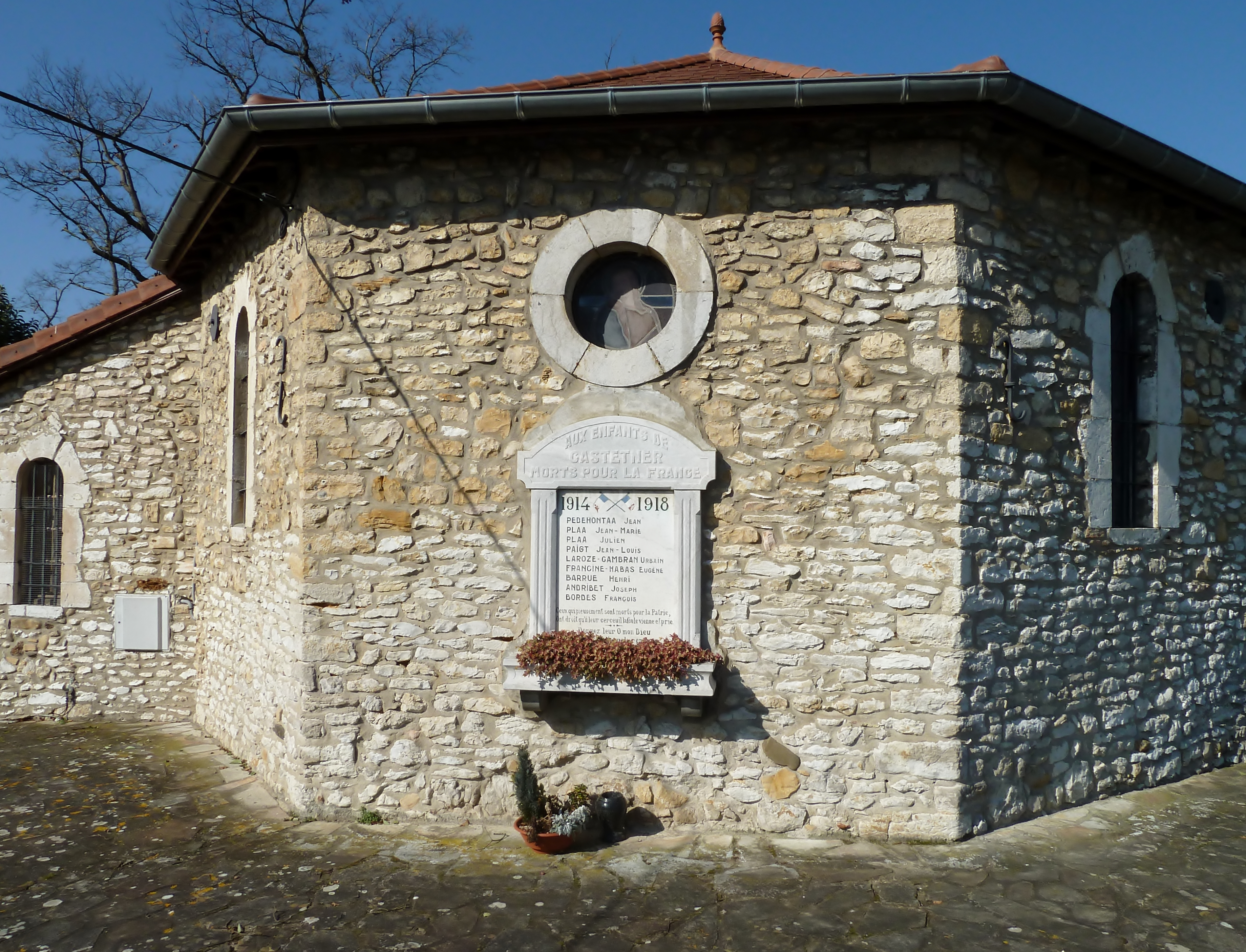
Военный мемориал